# 福地一雄
福地 一雄 （ふくち かずお）は、日本の経営学者。東北福祉大学名誉教授。専門は労務管理論、福祉経営論。

## 来歴
1967年東洋大学経済学部経営学科卒業。駒澤大学大学院商学研究科経営学専攻修士課程修了。1975年同博士課程満期退学。同年東北福祉大学専任講師、1978年同助教授、1986年同大学総合福祉学部産業福祉学科教授に就任。中小企業大学校仙台校登録研修指導員、東北学院大学非常勤講師、日本労務学会常任理事、しごと能力研究学会理事などを歴任。そのほか経営教育学会、経営哲学学会、日本経営学会に所属。  
著書に「経営学の潮流」「ゴーイング・コンサーンの経営学」「経営学の新展開」などの共著がある。

## 著書
- 国立国会図書館 を参照

### 論文
- CiNii